# EL/M-2248 MF-STAR

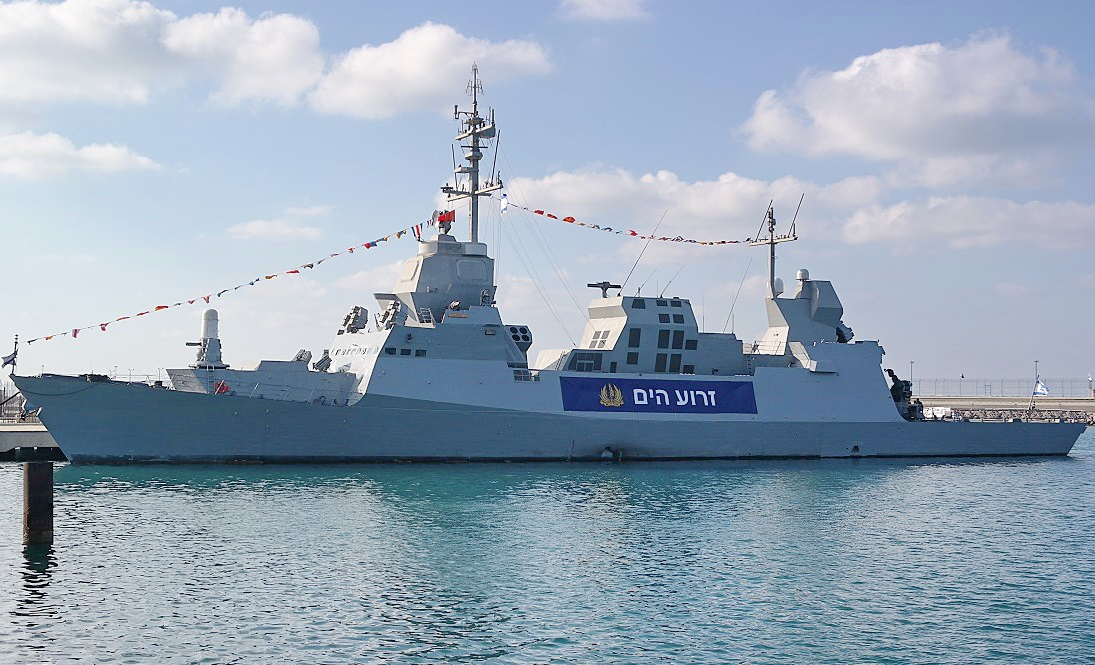
以色列海军拉哈维号护卫舰上安装的 EL/M-2248 MF-STAR

EL/M-2248 MF-STAR是一种多功能有源电子扫描阵列舰载雷达系统，由以色列航太工業和　Elta 系统公司开发，是一种安装在军舰上用于防空的舰载雷达。它具有跟踪空中和地面目标的能力，此外还可为防空导弹的目标导引。 MF-STAR 是“多功能监视、跟踪和制导雷达”的缩写。 

## 设计和说明
EL/M-2248 MF-STAR 是一款专为新一代海军平台开发的多功能固定有源电子扫描阵列雷达。该雷达系统由4个工作在S波段的有源阵列组成，4个阵列中分别安装于不同方向。该雷达采用多波束和脉冲多普勒技术以及强大的电子对抗技术，可从复杂的杂波和干扰环境中提取低雷达截面的目标。AESA 雷达对发射信号的拦截概率较低，有助于舰艇保持隐身状态。该系统仅重七吨，可以安装在护卫舰及以上尺寸的小型舰艇上。 
MF-STAR 能够跟踪空中和地面目标，并能以极快的刷新率同时跟踪数百个目标。它能够为主动和半主动地对空导弹和反舰导弹提供制导照明和中段航向更新，具有同时与多个目标交战的能力。它还能够自动检测和校正火炮射击，以提供海军炮火支援。
在远距离时能跟踪目标，中距离时能自动识别威胁，并自动启动目标跟踪。对掠海攻击导弹的跟踪距离大于 25 千米，而对高空战斗机的自动跟踪距离大于 250 千米。 

### 性能及参数
| 参数         | 轻型护卫舰版 | 护卫舰版     |
| ------------ | ------------ | ------------ |
| 范围         | >250 公里    | >450 公里    |
| 方位覆盖     | 360o         | 360o         |
| 高程覆盖     | -20o至+85o   | -20o至+85o   |
| 甲板以上重量 | 500 公斤/面  | 2000 公斤/面 |
| 甲板以下重量 | 1300 公斤    | 4000 公斤    |
| 天线尺寸     | 1x2 米       | 3x3 米       |

## 使用国
印度
- 加尔各答级驱逐舰[5]
- 维沙卡帕特南级驱逐舰
- 维克兰特号航空母舰
- 尼尔吉里级护卫舰

 以色列
- 萨尔 5 级护卫舰（仅在拉哈维号上安装） [6]
- 萨尔6级护卫舰

 大韓民國
- 韩国 马罗岛[7]